# Mohammed Kudus
Mohammed Kudus, né le 2 août 2000 à Accra au Ghana, est un footballeur international ghanéen qui évolue au poste de milieu offensif ou d'ailier droit à Tottenham Hotspur.

## Biographie

### FC Nordsjælland
Né  à Accra au Ghana, Mohammed Kudus est formé par le Right to Dream Academy.
Il découvre l'Europe et le Danemark en janvier 2018 à l'âge de 17 ans, où il rejoint le FC Nordsjaelland. C'est avec ce club qu'il fait ses débuts en professionnel, le 5 août 2018, lors d'une rencontre de Superligaen face au Brøndby IF. Il est titularisé ce jour-là au poste d'avant-centre et est remplacé à la mi-temps par Andreas Skov Olsen. Son équipe est battue sur le score de deux buts à zéro ce jour-là.
Le 20 juin 2020, il réalise son premier doublé, lors d'une rencontre de championnat face à l'Aalborg BK. Son équipe s'impose sur le score de quatre buts à zéro ce jour-là.

### Ajax Amsterdam
Courtisé par plusieurs clubs comme le Stade rennais FC, l'Everton FC ou encore le Borussia Mönchengladbach, Mohammed Kudus est annoncé du côté de l'Ajax Amsterdam. Le 16 juillet 2020, Mohammed Kudus est officiellement recruté par l'Ajax Amsterdam pour une durée de cinq ans et contre un montant estimé à neuf millions d'euros.
Le 20 septembre 2020, il joue son premier match sous ses nouvelles couleurs à l'occasion d'une rencontre de championnat contre le RKC Waalwijk. Il est titularisé et son équipe l'emporte par trois buts à zéro. Le 18 octobre 2020, l'international ghanéen inscrit son premier but pour l'Ajax Amsterdam, lors d'une rencontre de championnat face au SC Heerenveen. Titularisé, il délivre également deux passes décisive et permet à son équipe se s'imposer (5-1 score final).
Le 21 octobre 2020, Mohammed Kudus joue son premier match de Ligue des champions en étant titularisé face au Liverpool FC. Il sort cependant rapidement du terrain, blessé et remplacé par Quincy Promes lors de cette rencontre perdue par l'Ajax Amsterdam (0-1). Le lendemain, le club annonce que Mohammed Kudus est touché au ménisque du genou droit et sera absent pendant plusieurs mois.

### West Ham United
Le 27 août 2023, Mohammed Kudus s'engage en faveur de West Ham United en paraphant un contrat de cinq ans jusqu'en 2028,,. Le montant du transfert est estimé à 44,5 millions d'euros.
Le 21 septembre 2023, Kudus marque deux buts lors de la phase de groupe de la Ligue Europa 2023-2024, contre le FK TSC Bačka Topola. Il s'agit de ses deux premiers buts pour les Hammers, qui permettent à son équipe de s'imposer par trois buts à un,.

### En sélection nationale
Mohammed Kudus est sélectionné avec l'équipe du Ghana des moins de 17 ans pour participer à la Coupe du monde des moins de 17 ans en 2017, qui a lieu en Inde. Il y joue quatre matchs dont trois en tant que titulaire, et inscrit un but, le 21 octobre, en quarts de finales face au Mali, contre qui le Ghana s'incline (2-1).
Avec l'équipe des moins de 20 ans, Mohammed Kudus participe à la Coupe d'Afrique des nations des moins de 20 ans en 2019 qui se déroule au Niger en février. Lors de cette compétition, il joue trois matchs, tous en tant que titulaire, mais son équipe ne dépasse pas la phase de groupe.
Le 14 novembre 2019, il honore sa première sélection avec l'équipe nationale du Ghana lors d'une rencontre face à l'Afrique du Sud. Il entre en jeu à la place d'Alfred Duncan et se fait remarquer en inscrivant également son premier but en sélection, participant ainsi à la victoire de son équipe par deux buts à zéro.
Kudus participe avec le Ghana à sa première compétition internationale lors de la Coupe d'Afrique des nations 2021 organisée au Cameroun. Le 14 novembre 2022, il est sélectionné par Otto Addo pour participer à la Coupe du monde 2022 au Qatar.  Le 31 décembre 2023, il est retenu dans la liste des vingt-sept joueurs ghanéens sélectionnés par Chris Hughton pour disputer la Coupe d'Afrique des nations 2023.

## Statistiques

### Statistiques détaillées
| Saison                | Club                  | Championnat           | Championnat | Championnat | Championnat | Coupe nationale | Coupe nationale | Coupe nationale | Coupe de la Ligue | Coupe de la Ligue | Coupe de la Ligue | Supercoupe | Supercoupe | Supercoupe | Compétition(s) continentale(s) | Compétition(s) continentale(s) | Compétition(s) continentale(s) | Compétition(s) continentale(s) | Supercoupe de l'UEFA | Supercoupe de l'UEFA | Supercoupe de l'UEFA | Total | Total | Total |
| Saison                | Club                  | Division              | M.          | B.          | P.d.        | M.              | B.              | P.d.            | M.                | B.                | P.d.              | M.         | B.         | P.d.       | Comp.                          | M.                             | B.                             | P.d.                           | M.                   | B.                   | P.d.                 | M.    | B.    | P.d.  |
| 2018-2019             | FC Nordsjaelland      | Superligaen           | 26          | 3           | 2           | 2               | 0               | 0               | -                 | -                 | -                 | -          | -          | -          | C3                             | 2                              | 0                              | 0                              | -                    | -                    | -                    | 30    | 3     | 2     |
| 2019-2020             | FC Nordsjaelland      | Superligaen           | 25          | 11          | 1           | 2               | 0               | 0               | -                 | -                 | -                 | -          | -          | -          | -                              | -                              | -                              | -                              | -                    | -                    | -                    | 27    | 11    | 1     |
| Sous-total            | Sous-total            | Sous-total            | 51          | 14          | 5           | 4               | 0               | 0               | 0                 | 0                 | 0                 | 0          | 0          | 0          | -                              | 2                              | 0                              | 0                              | 0                    | 0                    | 0                    | 57    | 14    | 5     |
| 2020-2021             | Ajax Amsterdam        | Eredivisie            | 17          | 4           | 3           | 1               | 0               | 0               | -                 | -                 | -                 | -          | -          | -          | C1+C3                          | 1+3                            | 0+0                            | 0                              | -                    | -                    | -                    | 22    | 4     | 3     |
| 2021-2022             | Ajax Amsterdam        | Eredivisie            | 16          | 1           | 1           | 2               | 0               | 0               | -                 | -                 | -                 | -          | -          | -          | C1                             | 2                              | 0                              | 0                              | -                    | -                    | -                    | 20    | 1     | 1     |
| 2022-2023             | Ajax Amsterdam        | Eredivisie            | 30          | 11          | 3           | 3               | 1               | 0               | -                 | -                 | -                 | 1          | 1          | 0          | C1+C3                          | 6+2                            | 4+1                            | 2                              | -                    | -                    | -                    | 42    | 18    | 5     |
| 2023-2024             | Ajax Amsterdam        | Eredivisie            | 2           | 1           | 1           | -               | -               | -               | -                 | -                 | -                 | -          | -          | -          | C3                             | 1                              | 3                              | 0                              | -                    | -                    | -                    | 3     | 4     | 1     |
| Sous-total            | Sous-total            | Sous-total            | 66          | 17          | 8           | 6               | 1               | 0               | 0                 | 0                 | 0                 | 1          | 1          | 0          | -                              | 15                             | 8                              | 2                              | -                    | -                    | -                    | 88    | 27    | 10    |
| 2023-2024             | West Ham United       | Premier League        | 33          | 8           | 6           | -               | -               | -               | 3                 | 1                 | 0                 | -          | -          | -          | C3                             | 9                              | 5                              | 0                              | -                    | -                    | -                    | 45    | 14    | 6     |
| 2024-2025             | West Ham United       | Premier League        | 32          | 5           | 3           | 1               | 0               | 0               | 2                 | 0                 | 1                 | -          | -          | -          | -                              | -                              | -                              | -                              | -                    | -                    | -                    | 35    | 5     | 4     |
| Sous-total            | Sous-total            | Sous-total            | 65          | 13          | 9           | 1               | 0               | 0               | 5                 | 1                 | 1                 | -          | -          | -          | -                              | 9                              | 5                              | 0                              | -                    | -                    | -                    | 80    | 19    | 10    |
| 2025-2026             | Tottenham Hotspur     | Premier League        | 1           | 0           | 2           | -               | -               | -               | -                 | -                 | -                 | -          | -          | -          | C1                             | -                              | -                              | -                              | 1                    | 0                    | 0                    | 2     | 0     | 2     |
| Total sur la carrière | Total sur la carrière | Total sur la carrière | 182         | 43          | 24          | 10              | 1               | 0               | 5                 | 1                 | 1                 | 1          | 1          | 0          | -                              | 26                             | 13                             | 2                              | 1                    | 0                    | 0                    | 225   | 59    | 27    |

### Buts en sélection
| Buts internationaux de Mohammed Kudus | Buts internationaux de Mohammed Kudus | Buts internationaux de Mohammed Kudus           | Buts internationaux de Mohammed Kudus | Buts internationaux de Mohammed Kudus | Buts internationaux de Mohammed Kudus | Buts internationaux de Mohammed Kudus | Buts internationaux de Mohammed Kudus | Buts internationaux de Mohammed Kudus |
|                                       | Date                                  | Lieu                                            | Adversaire                            | Résultat                              | Compétition                           | Notes                                 | Notes                                 | Sel.                                  |
| ------------------------------------- | ------------------------------------- | ----------------------------------------------- | ------------------------------------- | ------------------------------------- | ------------------------------------- | ------------------------------------- | ------------------------------------- | ------------------------------------- |
| 1.                                    | 14 novembre 2019                      | Cape Coast Sports Stadium, Cape Coast, Ghana    | Afrique du Sud                        | 2 - 0                                 | Qualification CAN 2021                | 2 - 0                                 | 80e                                   | 1re                                   |
| 2.                                    | 25 mars 2021                          | FNB Stadium, Johannesbourg, Afrique du Sud      | Afrique du Sud                        | 1 - 1                                 | Qualification CAN 2021                | 0 - 1                                 | 49e du pied gauche                    | 3e                                    |
| 3.                                    | 9 octobre 2021                        | Baba Yara Stadium, Kumasi, Ghana                | Zimbabwe                              | 3 - 1                                 | Qualification Coupe du monde 2022     | 1 - 0                                 | 5e du pied droit                      | 7e                                    |
| 4.                                    | 1er juin 2022                         | Cape Coast Sports Stadium, Cape Coast, Ghana    | Madagascar                            | 3 - 0                                 | Qualification CAN 2021                | 1 - 0                                 | 53e du pied droit                     | 13e                                   |
| 5.                                    | 5 juin 2022                           | Stade national du 11-Novembre, Talatona, Angola | Centrafrique                          | 1 - 1                                 | Qualification CAN 2021                | 0 - 1                                 | 17e du pied gauche                    | 14e                                   |
| 6.                                    | 28 novembre 2022                      | Education City Stadium, Al-Rayyan, Qatar        | Corée du Sud                          | 2 - 3                                 | Coupe du monde 2022                   | 0 - 2                                 | 34e de la tête                        | 20e                                   |
| 7.                                    | 28 novembre 2022                      | Education City Stadium, Al-Rayyan, Qatar        | Corée du Sud                          | 2 - 3                                 | Coupe du monde 2022                   | 2 - 3                                 | 68e du pied gauche                    | 20e                                   |
| 8.                                    | 7 septembre 2023                      | Baba Yara Stadium, Kumasi, Ghana                | Centrafrique                          | 2 - 1                                 | Qualification CAN 2023                | 1 - 1                                 | 43e coup franc                        | 25e                                   |
| 9.                                    | 12 septembre 2023                     | Baba Yara Stadium, Kumasi, Ghana                | Liberia                               | 3 - 1                                 | Match amical                          | 2 - 0                                 | 59e                                   | 26e                                   |
| 10.                                   | 18 janvier 2024                       | Le Félicia, Abidjan, Côte d'Ivoire              | Égypte                                | 2 - 2                                 | CAN 2023                              | 0 - 1                                 | 45+3e du pied gauche                  | 31e                                   |
| 11.                                   | 18 janvier 2024                       | Le Félicia, Abidjan, Côte d'Ivoire              | Égypte                                | 2 - 2                                 | CAN 2023                              | 1 - 2                                 | 19e du pied gauche                    | 31e                                   |

## Palmarès
Ajax Amsterdam
- Champion d'Eredivise (2) : 2021 et 2022
- Vainqueur de la KNVB Cup ( Coupe des Pays-Bas ) (1) : 2021